# فیلیپ نابلس
فیلیپ نابلس (به انگلیسی: Philip of Nablus) یک بارون در پادشاهی اورشلیم و هفتمین استاد بزرگ شوالیه‌های معبد از ۱۱۶۸ تا ۱۱۷۱ بود.